# Estació de Westminster
Westminster és una estació del Metro de Londres situada a la Ciutat de Westminster (Londres). Està servida per tres línies Circle, District i Jubilee. L'estació de Circle i District es troba entre St. James's Park i Embankment i la de Jubilee entre Green Park i Waterloo. Totes es troben a la zona 1.
Es troba a prop de Portcullis House a la cantonada de Bridge Street i Victoria Embankment. L'estació és adjacent al pont de Westminster i a l'altre costat del carrer hi ha el Palau de Westminster (Houses of Parliament).
| Anterior estació                                               |  | Metro de Londres |  | Següent estació              |
| -------------------------------------------------------------- |  | ---------------- |  | ---------------------------- |
| St. James's Parkdirecció High Street Kensington                |  | Circle Line      |  | Embankmentdirecció Aldgate   |
| St. James's Parkdirecció Wimbledon, Richmond o Ealing Broadway |  | District Line    |  | Embankmentdirecció Upminster |
| Green Parkdirecció Stanmore                                    |  | Jubilee Line     |  | Waterloodirecció Stratford   |